# Trivandrum International Stadium
Trivandrum International Stadium, znany również jako Greenfield International Stadium – stadion piłkarski i krykietowy w Kerali w Indiach. Na tym stadionie gra swoje mecze zespół Kerala Blasters FC. Arena została wybudowana w 2015 roku z myślą o zbliżających się Mistrzostwach SAFF, a jej pojemność wynosi 55 000 siedzeń.

## Wyposażenie
Stadion posiada zaplecze do uprawiania sportów halowych, takich jak tenis stołowy, koszykówka, czy badminton.
Znajduje się tutaj również siłownia, spa, kort tenisowy, basen olimpijski, otwarte centrum kongresowe z handlem i wystawami, punkty sprzedaży detalicznej, punkty gastronomiczne, parking itp.